# Candidella imbricata
Candidella imbricata är en korallart som först beskrevs av Johnson 1862.  Candidella imbricata ingår i släktet Candidella och familjen Primnoidae. Inga underarter finns listade i Catalogue of Life.